# وليد الحمادي
وليد الحمادي (بالإنجليزية: Waleed Al-Hammadi) (مواليد 27 يونيو 2000) هو لاعب كرة قدم قمري ، يجيد اللعب في خط الهجوم . 

## مسيرة اللاعب
لعب في الفئات السنية في نادي الظفرة و لعب بعدها في نادي الوصل ونادي دبا الحصن.

## الحياة الشخصية
على الرغم من أنه ولد في الإمارات العربية المتحدة ، إلا أنه ليس مواطنًا إماراتيًا بسبب حالة البدون الخاصة به وحصل بدلاً من ذلك على جواز سفر جزر القمر ، على الرغم من عدم وجود صلات عائلية بالدولة الواقعة في شرق إفريقيا, إنه غير مؤهل للعب مع منتخب جزر القمر ، وفقًا لقواعد الأهلية الخاصة بالفيفا.